# Bec d'esclop
El bec d'esclop (Balaeniceps rex) també conegut com bec de balena, cigonya amb cap de balena i cigonya de bec d'esclop, és un gran ocell limícoles de potes llargues. Deriva el seu nom del seu enorme bec en forma de sabata. Té una forma general una mica semblant a una cigonya i prèviament s'ha classificat amb les cigonyes en l'ordre Ciconiiformes basant-se en aquesta morfologia. Tanmateix, l'evidència genètica el situa amb pelicans i garses als Pelecaniformes. L'adult és principalment gris mentre que els juvenils són més marrons. Viu a l'Àfrica oriental tropical en grans pantans des del Sudan del Sud fins a Zàmbia.

## Taxonomia
El bec d'esclop podria haver estat conegut pels Antics Egipcis però no es va classificar fins al segle XIX, després que les pells i, finalment, els exemplars vius es van portar a Europa. John Gould el va descriure molt breument el 1850 a partir de la pell d'un exemplar recollit a la part superior del Nil Blanc pel viatger anglès Mansfield Parkyns. Gould va oferir una descripció més detallada l'any següent. Va situar l'espècie en la seva pròpia nomenclatura binomial Balaeniceps i va encunyar el nom binomi Balaeniceps rex. El nom del gènere prové de les paraules llatines balaena "balena" i caput "cap", abreujat a -ceps en paraules compostes. Els noms comuns alternatius són whalebill, cigonya amb bec d'esclop i cigonya amb cap de balena.
Tradicionalment considerada com a aliada de les cigonyes (Ciconiiformes), es va retenir allà a la taxonomia de Sibley-Ahlquist que va agrupar un nombre massiu de tàxons no relacionats en els seus "Ciconiiformes". Basant-se en evidències osteològiques, Patricia Cottam va suggerir una afinitat pelecaniforme l'any 1957. L'anàlisi microscòpica de l'estructura de la closca d'ou realitzada per Konstantin Mikhailov el 1995 va trobar que les closques d'ou dels becs de sabata s'assemblaven molt a les d'altres Pelecaniformes perquè tenien una coberta de gruix microglobular. material sobre les closques cristal·lines. L'any 2003, es va tornar a suggerir que el bec d'esclop era més proper al pelicà (basat en comparacions anatòmiques) o les garsas (basat en proves bioquímiques). Un estudi d'ADN del 2008 reforça la seva pertinença entre els Pelecaniformes.
Fins ara, s'han descrit dos parents fossilitzats del bec d'esclop: Goliathia de l'Oligocè primerenc d'Egipte i Paludavis del Miocè inicial del mateix país. S'ha suggerit que l'enigmàtic ocell fòssil africà Eremopezus també n'era un parent, però l'evidència d'això no està confirmada. Tot el que se sap d'Eremopezus és que era un ocell molt gran, probablement incapaç de volar, amb un peu flexible, que li permetia manejar la vegetació o les preses.

## Morfologia

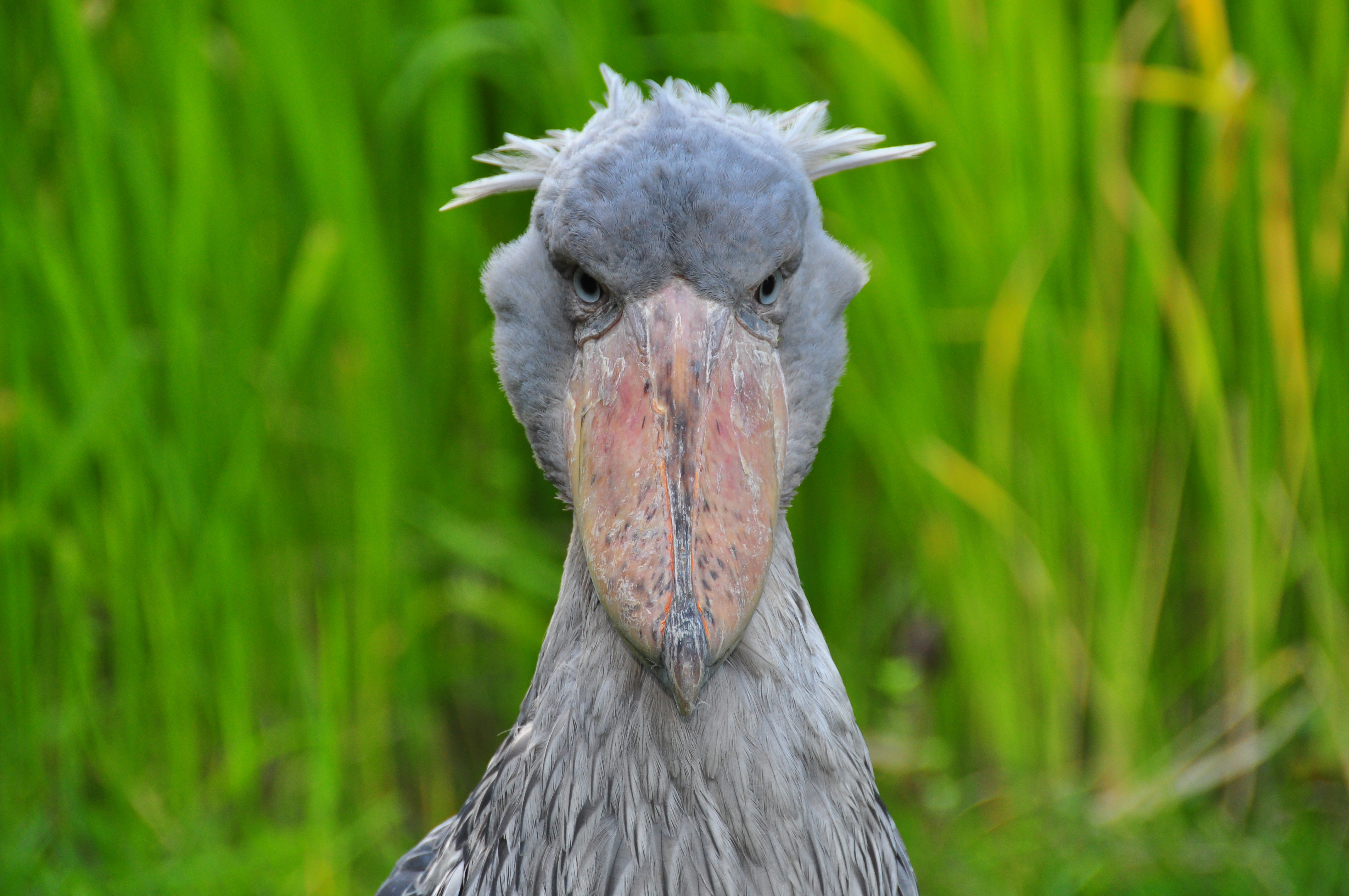
bec d'esclop

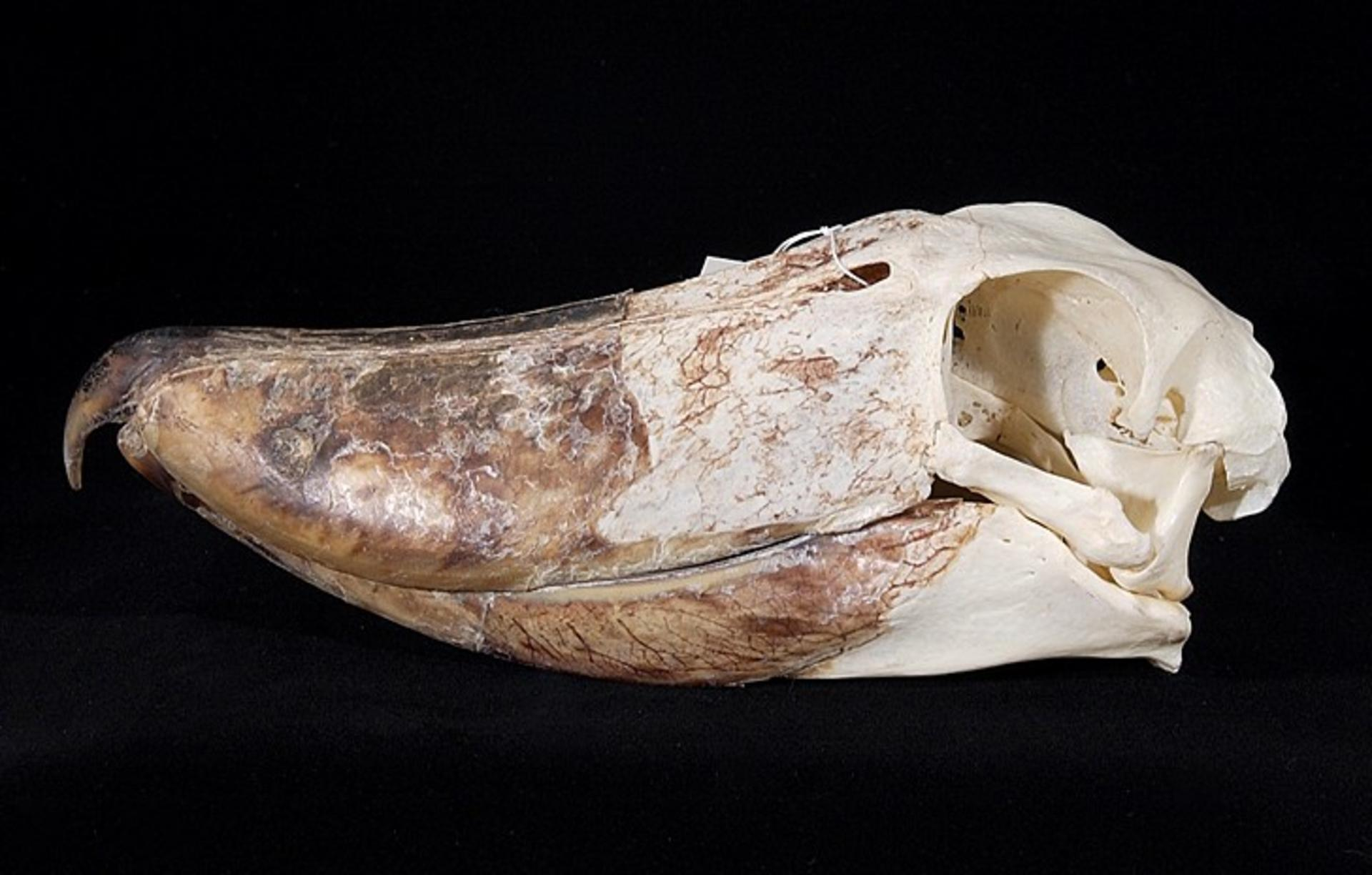
El crani

El bec d'esclop és un ocell alt, amb una alçada típica de115 – 150 cm d'altura, 100 – 140 cm de llargària i 230 – 260 d'envergadura, amb un pes de 4 – 7 kg. Un mascle pesarà de mitjana uns 5,6 kg i és més gran que una femella típica de 4,9 kg. La característica distintiva de l'espècie és el seu bec enorme i bulbós, de color palla amb marques grisenques erràtiques. El culmen exposat (o la mesura al llarg de la part superior de la mandíbula superior) és de 24 cm, el tercer bec més llarg entre els ocells existents després dels pelicans i cigonyes grans, i poden superar els pelicans en la circumferència del bec, especialment si el bec es considera la porció de queratina òssia dura. Com en els pelicans, la mandíbula superior és fortament quilla i acaba en un clau afilat. Les potes de color fosc són bastant llargues, amb una longitud de tars de 25,5 cm. Els peus del bec d'esclop són excepcionalment grans, amb el dit mitjà que arriba a 18,5 cm de llarg, probablement ajudant l'espècie en la seva capacitat de mantenir-se a la vegetació aquàtica mentre caça. El coll és relativament més curt i més gruixut que altres ocells limícoles de potes llargues com les garses i les grues. Les ales són amples, amb una corda d'ala de longitud de 78 cm i estan ben adaptades al vol.
El plomatge dels ocells adults és de color blau-gris amb plomes de vol més fosques. El pit presenta unes plomes allargades, que tenen les tiges fosques. El juvenil té un color de plomatge semblant, però és d'un gris més fosc amb un to marró. Quan neixen per primera vegada, els bec d'esclop tenen un bec de mida més modesta, que inicialment és de color gris platejat. El bec es fa més notable quan els pollets tenen 23 dies d'edat i es torna ben desenvolupat als 43 dies.

###### Veu
El bec d'esclop normalment és silenciós, però fan exhibicions de becs al niu. Quan s'ocupen d'aquestes exhibicions, també s'ha observat que els ocells adults fan un crit que recorda el mugit d'una vaca, així com gemecs aguts. Tant els nius com els adults es dediquen a la repicada dels becs durant l'època de nidificació com a mitjà de comunicació. Quan els joves demanen menjar, criden amb un so estrany com el singlot humà. En un cas, es va escoltar un ocell adult volador pronunciar gralles roncs, aparentment com a signe d'agressió a una cigonya marabú propera (Leptoptilos crumeniferus).

###### Patró de vol
Les seves ales es mantenen planes mentre planen i, com en els pelicans i les cigonyes del gènere Leptoptilos, el bec d'esclop vola amb el coll retret. El seu ritme d'aleteig, d'uns 150 volts per minut, és un dels més lents de qualsevol ocell, amb l'excepció de les espècies de cigonyes més grans. El patró és alternant cicles d'aleteig i lliscament d'aproximadament set segons cadascun, situant la seva distància de planeig en algun lloc entre les cigonyes més grans i el còndor andí (Vultur gryphus). Quan s'enrosquen, els becs de sabata solen intentar volar no més de 100 a 500 m. Els vols llargs del bec d'esclop són rars i només s'han registrat alguns vols més enllà de la seva distància mínima d'alimentació de 20 m.

## Hàbitat i distribució
Viu a l'Àfrica tropical central, des del sud del Sudan i el Sudan del Sud passant per parts de l'est de la Congo, Rwanda, Uganda, l'oest de Tanzània i el nord de Zàmbia. L'espècie és més nombrosa a la subregió del Nil Occidental i al Sudan del Sud (especialment el Sudd, un bastió principal de l'espècie); també és important a les zones humides d'Uganda i l'oest de Tanzània. S'han informat registres més aïllats de becs de calçat a Kenya, la República Centreafricana, el nord del Camerun, el sud-oest d'Etiòpia, Malawi. També s'han albirat vagabunds a la conca de l'Okavango, Botswana i la part superior del riu Congo. La distribució d'aquesta espècie sembla coincidir en gran manera amb la de papir i peix pulmó. Sovint es troben en zones de plana inundable intercalades amb papirs i canyissars impertorbables. Quan les cigonyes de bec d'esclop es troben en una zona amb aigües profundes, un llit de vegetació flotant és un requisit. També es troben on hi ha aigua poc oxigenada. Això fa que els peixos que viuen a l'aigua surtin a la superfície per a l'aire amb més freqüència, augmentant la probabilitat que una cigonya bec d'esclop el capture amb èxit. El bec d'esclop és no migratori amb limitacions moviments estacionals a causa dels canvis d'hàbitat, disponibilitat d'aliments i pertorbacions per part dels humans.
Els Petròglifs de Oued Djerat, a l'est d'Algèria, mostren que el bec d'esclop es va produir durant l'Holocè primerenc molt més al nord, al zones humides que cobrien l'actual Sàhara Desert en aquella època.
El bec d'esclop es troba en aiguamolls extensos i densos. Gairebé totes les zones humides que atrauen l'espècie tenen Cyperus papyrus i canyars de Phragmites i Typha. Tot i que la seva distribució sembla que es correspon en gran manera amb la distribució del papir a l'Àfrica central, l'espècie sembla evitar els pantans de papir pur i sovint se sent atreta per zones amb vegetació mixta. Més rarament, l'espècie s'ha vist alimentant-se als camps d'arròs i plantacions inundades.

## Comportament i ecologia

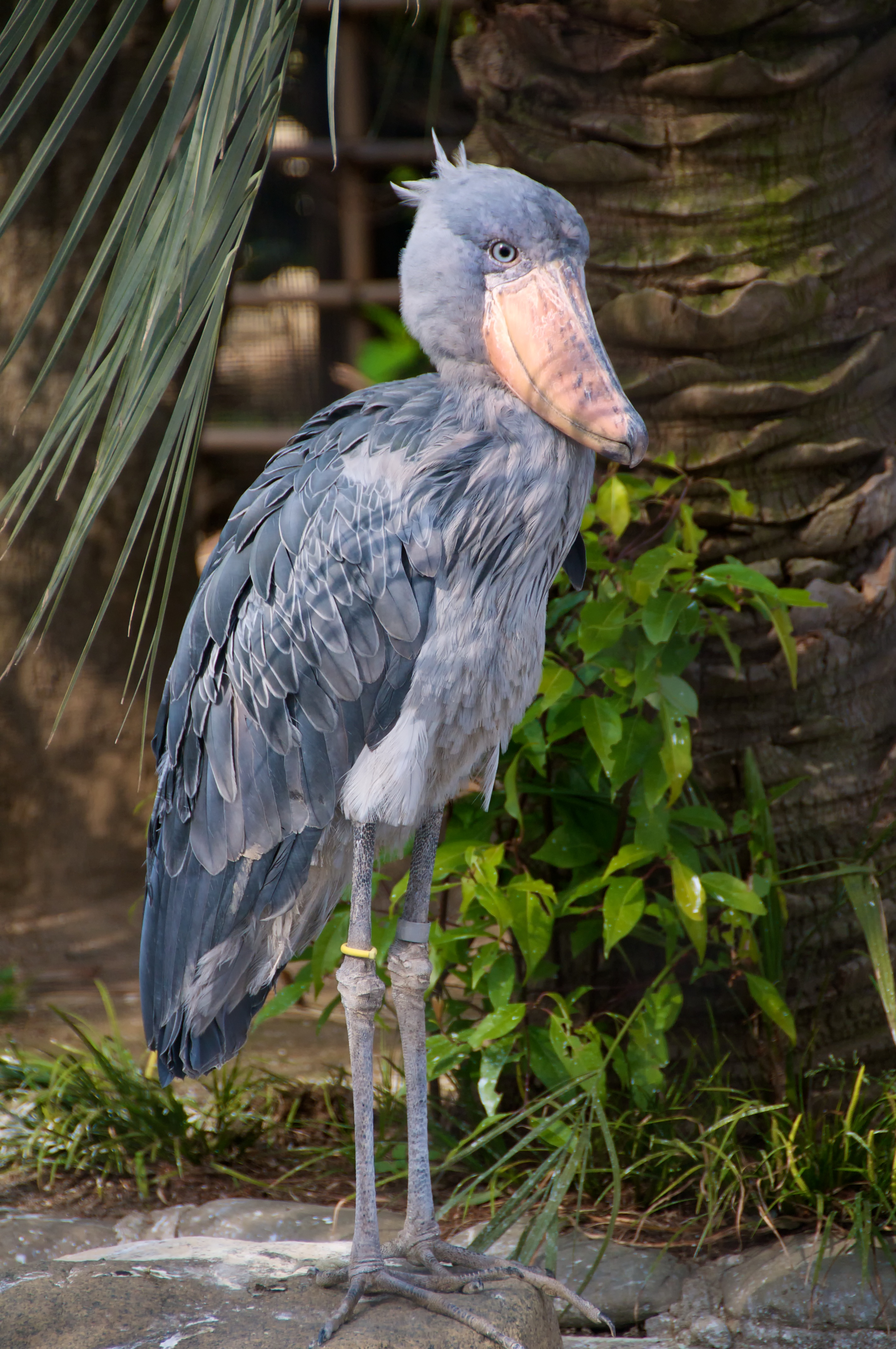
Un bec d'esclop al Zoo de Ueno, Tòquio

El bec d'esclop és conegut pels seus moviments lents i la seva tendència a romandre quiet durant llargs períodes, el que resulta en descripcions de l'espècie com "com una estàtua". Són bastant sensibles a les pertorbacions humanes i poden abandonar els seus nius si els humans els arrosseguen. Tanmateix, mentre s'alimenta, si hi ha una vegetació densa entre ella i els humans, aquest limícoles pot ser bastant mansuet. El bec d'esclop se sent atret per aigües poc oxigenades, com ara pantans, aiguamolls i aiguamolls on els peixos sovint emergeixen per respirar. També semblen mostrar comportaments migratoris basats en diferències en el nivell de l'aigua superficial. Els sabates immadurs abandonen els llocs de nidificació que van augmentar en el nivell de l'aigua superficial, mentre que els adults abandonen els llocs de nidificació que van disminuir en el nivell de l'aigua superficial. Es suggereix que tant els becs de sabata adults com els immadurs prefereixen llocs de nidificació amb nivells d'aigua superficials similars. Excepcionalment per a un ocell tan gran, el bec d'esclop sovint s'aixeca i es posa a la vegetació flotant, fent-los semblar una mica com un jacana gegant, encara que la agró goliat (Ardea goliath) de mida semblant i de vegades simpàtrica també se sap que es troba a la vegetació aquàtica. Els bec d'esclop, sent solitaris, s'alimenten a 20 m o més els uns dels altres, fins i tot quan estan relativament densament poblats. Aquesta espècie persegueix la seva presa amb paciència, d'una manera lenta i a l'aguait. Durant la caça, el bec d'esclop camina molt lentament i sovint està immòbil. A diferència d'altres grans limícoles, aquesta espècie caça completament utilitzant la visió i no se sap que participi en la caça tàctil. Quan s'observa una presa, llança un cop violent ràpid. No obstant això, depenent de la mida de la presa, el temps de manipulació després del cop pot superar els 10 minuts. Al voltant del 60% dels cops produeixen preses. Sovint l'aigua i la vegetació són arrabassades durant la vaga i s'aboquen per les vores de les mandíbules. L'activitat de l'hipopòtam pot beneficiar inadvertidament el bec d'esclop, ja que els hipopòtams submergits de tant en tant obliguen els peixos a la superfície.

## Reproducció

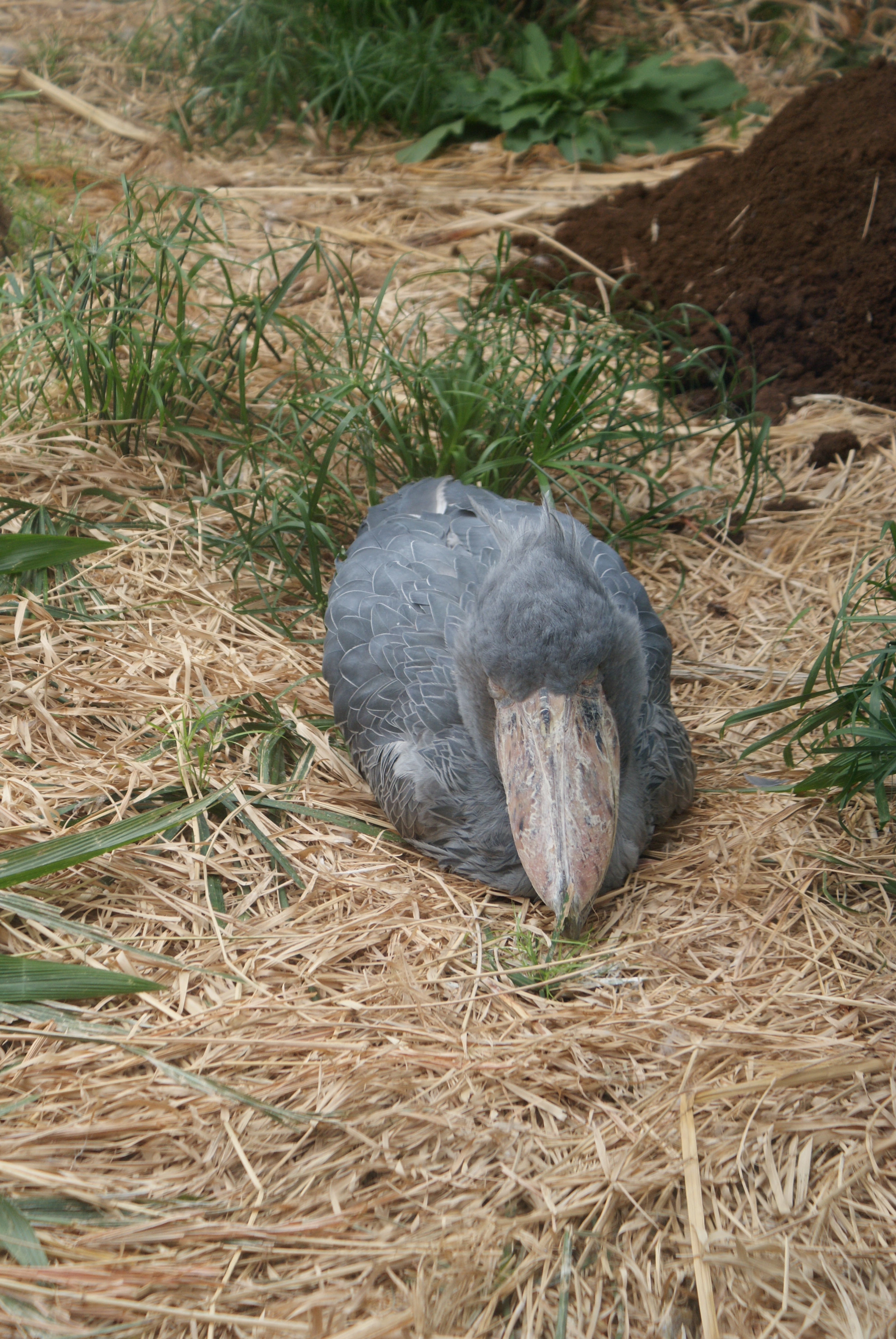
Un bec d'esclop ajagut al zoològic de Praga, República Txeca

La naturalesa solitària dels becs de sabata s'estén als seus hàbits de cria. Els nius solen produir-se a menys de tres nius per quilòmetre quadrat, a diferència de les garses, els corb marís, els pelicans i les cigonyes, que fan els nius predominantment en colònies. La parella reproductora de becs de sabata defensa enèrgicament un territori de 2 a 4 Km2 de conspecifics. A l'extrem nord i sud de l'àrea de distribució de l'espècie, la nidificació comença just després que s'acabin les pluges. A les regions més centrals de la serralada, pot nidificar cap al final de l'estació humida per tal que els ous eclosionin al començament de l'estació humida següent. Els dos pares es dediquen a construir el niu en una plataforma flotant després de netejar una àrea d'aproximadament 3m. La gran plataforma de nidificació plana sovint està parcialment submergida a l'aigua i pot tenir una profunditat de fins a 3 m. El niu en si té una amplada d'aproximadament d'1 a 17 m. Tant el niu com la plataforma estan fets de vegetació aquàtica. Es pon d'un a tres ous blancs. Aquests ous mesuren 80 a 90 m d'alt per 61 mm i pesen al voltant de 164 g. La incubació dura aproximadament 30 dies. Tots dos pares crien, fan ombra, protegeixen i alimenten activament els pollets, encara que les femelles potser són una mica més atentes. Els bec d'esclop utilitzen les seves mandíbules per refredar els seus ous amb aigua durant els dies amb temperatures altes al voltant de 30-33 oC. Omplen la seva mandíbula una vegada, s'empassa l'aigua i omplen una altra mandíbula plena d'aigua abans de tornar al seu niu on aboquen l'aigua i regurgiten l'aigua prèviament empassada tant al niu com als ous. Els aliments es regurgiten sencers des de l'esòfag directament al bec de les cries. Els bec d'esclop rarament crien més d'un poll, però en desclouen més. Els pollets més joves solen morir i estan pensats com a "còpies de seguretat" en cas que el pollet més gran mori o estigui feble. L'embolcall s'aconsegueix al voltant dels 105 dies i els ocells joves poden volar bé als 112 dies. No obstant això, encara s'alimenten durant possiblement un mes o més després d'això. Els joves bec d'esclop trigaran tres anys abans que arribin a la maduresa sexual del tot.
Els bec d'esclop són esquívols quan nien, de manera que s'han de col·locar càmeres per observar-los des de lluny per recollir dades de comportament. Hi ha un avantatge per als ocells que són criadors primerencs, ja que els pollets es cuiden durant un període més llarg.

## Alimentació
S'alimenta en les aigües fangoses, caçant peixos, amfibis i rèptils, tals com cries de cocodril, insectes i mamífers petits. Són en gran part piscívors però són depredadors segurs d'una àmplia gamma de vertebrats de zones humides. S'ha informat que les espècies de presa preferides inclouen Peix pulmonat ratllat (Protopterus aethiopicus), Peix pulmonat africà (Protopterus annectens) i Bichir del Senegal (Polypterus senegalus), diverses espècies de Tilapia i Siluriformes, aquest últim principalment en el gènere Clarias. Altres preses menjades per aquesta espècie inclouen granota, serp d'aigua, Varà del Nil (Varanus niloticus) i cries de cocodrils. Més rarament, s'han menjat tortugues, cargols, rosegadors, Anseriformes petites i carronya.
Donat el seu bec de vora afilada, el bec enorme i la boca ample, el bec d'esclop pot caçar preses grans, sovint apuntant-se a preses més grans que les que mengen altres grans limícoles. Als Pantans de Bangweulu de Zàmbia, els peixos que menja aquesta espècie es troben habitualment en el rang de 15 a 50 cm. Les principals preses per les peces joves els pares eren el bagre Clarias gariepinus, (sinonim. C. mossambicus) i 50 a 60 cm serps d'aigua llargues. A Uganda, els peixos pulmons i el bagre s'alimentaven principalment de les cries. Els peixos pulmons i el bagre més grans es van capturar als aiguamolls de Malagarasi a l'oest de Tanzània. Durant aquest estudi, es van capturar peixos d'uns 60 a 80 cm amb força freqüència i el peix més gran capturat pel bec d'esclop feia 99 cm de llarg. Els peixos de més de 60 cm es tallaven habitualment en seccions i s'empassaven a intervals. Tot el procés, des de la recollida fins a la deglució, va oscil·lar entre 2 i 30 minuts, depenent de la mida de la presa. No obstant això, aquestes preses grans són relativament difícils de manejar i sovint són objectiu del Pigarg africà (Haliaeetus vocifer), que sovint roben preses de grans ocells limícoles.

## Relació amb humans
Aquesta espècie és considerada com un dels cinc ocells més desitjables d'Àfrica pels observadors d'ocells. Són dòcils amb els humans i no mostren cap comportament amenaçador. Els investigadors van poder observar un ocell al seu niu a una distància propera, dins dels 2 m. Els bec d'esclop sovint es mantenen als zoològics, però poques vegades s'informa de la reproducció. Els bec d'esclop s'han reproduït amb èxit a Pairi Daiza a Bèlgica i al Tampa's Lowry Park Zoo a Florida.

###### Aparicions a la cultura popular
A partir del 2014 i amb diverses onades d'atenció intercalades des d'aleshores, el bec d'esclop s'ha convertit en objecte de mems d'Internet, en part pel seu comportament intimidatori i la seva tendència a quedar-se quiet durant llargs períodes. Un d'aquests exemples és un vídeo d'un bec d'esclop parat sota la pluja mentre mirant la càmera. Des de llavors, aquests mems també han aparegut a la plataforma TikTok, incorporant una espècie d'ocell relativament desconegut a la cultura popular. Fins i tot abans, el bec d'esclop va inspirar el disseny dels ocells Loftwing ficticis del joc de 2011 The Legend of Zelda: Skyward Sword.

## Estatus de població
S'estima una població entre 5000 i 8000 individus, la majoria d'ells al Sudan. Birdlife Internacional l'ha classificat com a vulnerable, essent les principals amenaces la destrucció de l'hàbitat i la caça.
La població s'estima entre 5.000 i 8.000 individus, la majoria dels quals viuen en pantans al Sudan del Sud, Uganda i l'est de la República Democràtica del Congo. , i Zàmbia. També hi ha una població viable als aiguamolls de Malagarasi a Tanzània. BirdLife International l'ha classificat com a Vulnerable i les principals amenaces són la destrucció de l'hàbitat, la pertorbació i la caça. L'ocell està inclòs a l'apèndix II de la Convenció sobre el comerç internacional d'espècies amenaçades de fauna i flora silvestres (CITES). La destrucció i degradació de l'hàbitat, la caça, la pertorbació i la captura il·legal són factors que contribueixen al declivi d'aquesta espècie. El cultiu agrícola i la pastura per al bestiar també han provocat una pèrdua important d'hàbitat. Les comunitats indígenes que envolten els hàbitats de Shoebill capturen els seus ous i pollets per al consum humà i per al comerç. Els incendis freqüents al sud del Sudan i els incendis deliberats per l'accés al pasturatge contribueixen a la pèrdua d'hàbitat. Finalment, s'estan drenant els pantans del Sudan per a la construcció d'un canal proper que permeti el control artificial de les vies fluvials properes.